# Flavio Roda
Flavio Roda (Lizzano in Belvedere, 22 agosto 1948) è un dirigente sportivo ed ex allenatore di sci alpino italiano.
Dal 2012 è presidente della Federazione italiana sport invernali.

## Biografia
Originario di Vidiciatico (BO), in gioventù compete nell'atletica leggera per i Gruppi Sportivi Fiamme Gialle; successivamente si diploma maestro di sci e diventa allenatore di sci alpino tesserandosi per lo Sci Club Alfonsine. Lavorando in seno al comitato regionale emiliano della FISI, nei primi anni 1980 segue Alberto Tomba agli albori della sua carriera.
Nel 1983 entra nei quadri tecnici della nazionale italiana: nei primi sette anni si occupa del settore femminile (in sequenza: selezione B, squadra discesa e coordinamento del settore giovanile). Nell'annata 1990-1991 passa alla federsci spagnola, ove ricopre dapprima il ruolo di allenatore personale di Blanca Fernández Ochoa e poi quello di capo della commissione tecnica della squadra maschile di Coppa del Mondo. Nel 1994 viene richiamato dalla FISI per far parte del team privato di allenatori al seguito di Alberto Tomba, che resta in carica fino al ritiro dello sciatore bolognese nel 1998. Terminata anche questa esperienza, fino al 2003 si occupa delle selezioni italiane maschili in veste di allenatore responsabile: ai suoi ordini vengono via via messi il gruppo B polivalente, il gruppo di Coppa del Mondo per le discipline tecniche, la squadra di gigante-superG-combinata. Nel 2003 è nominato direttore tecnico della squadra maschile di Coppa del Mondo e nel 2005 gli viene conferita la responsabilità su tutte le squadre maggiori italiane (che, tra l'altro, guida ai Giochi olimpici di Torino). I suoi ultimi incarichi da allenatore sono la direzione della Scuola Tecnici Federali (2008-2012) e il coordinamento tecnico per le olimpiadi giovanili 2012.
Il 31 marzo 2012 è eletto presidente della FISI, commissariata dal 2011 a seguito dell'interdizione di Giovanni Morzenti; a stretto giro è altresì eletto nel consiglio nazionale del CONI e nel consiglio federale della FIS.
Il 12 aprile 2014 viene riconfermato per un secondo mandato alla guida della Federazione invernale e parallelamente conserva il seggio nel consiglio FIS.
L'11 maggio 2017 viene eletto nella giunta del CONI (ove gli sport invernali non erano più rappresentati dal 1997)
Il 22 aprile 2018 è riconfermato per un terzo mandato alla presidenza della FISI con quasi l'80% dei voti degli aventi diritto ed ottiene analogo risultato per quanto concerne il consiglio della federazione internazionale.
Nel 2022 si ripresenta per un quarto mandato alla guida della FISI; dopo alcuni mesi di polemiche in merito all'interpretazione del limite massimo di tre mandati previsto dallo statuto federale, il CONI autorizza la ricandidatura di Roda, poiché il primo mandato era durato meno dei canonici quattro anni per via del previgente commissariamento della Federazione. L'assemblea elettiva del 15 ottobre lo riconferma con oltre il 57% dei suffragi.